# Katrine Holm Sørensen
Katrine Holm Sørensen (ur. 5 lipca 1992) – duńska pływaczka, specjalizująca się głównie w stylu dowolnym.
Wicemistrzyni Europy na basenie 25 m ze Szczecina w sztafecie 4 x 50 m stylem dowolnym.